# Kevin O'Shea
Kevin Christopher O'Shea (10 de julho de 1925 — 21 de fevereiro de 2003) foi um jogador norte-americano de basquete profissional que disputou três temporadas da National Basketball Association (NBA) pelos Minneapolis Lakers, pelo Milwaukee Hawks e pelo Baltimore Bullets, com médias de 5,2 pontos por jogo. O'Shea jogou quatro temporadas pelo Fighting Irish da Universidade de Notre Dame, onde obteve média de 11,7 pontos por jogo. Foi o único jogador de Duke a ser eleito All-American durante todas as temporadas na equipe, as três últimas por consenso. Foi escolhido pelos Lakers na décima escolha no draft de 1950.